# Rise to Honour
Rise to Honour est un jeu vidéo de type beat them all et tir à la troisième personne développé et édité par SCEA, sorti en 2004 sur PlayStation 2.
Le jeu met en scène Jet Li dans le rôle Kit Yun, un officier de la police de Hong Kong sous couverture. Corey Yuen a travaillé sur les chorégraphies d'arts martiaux du jeu.

## Distribution

### Voix originales
- Jet Li : Kit Yun

### Voix françaises
- Pierre-François Pistorio : Kit Yun

## Accueil
- Jeuxvideo.com : 12/20[1]